# San Gaetano (Rom)

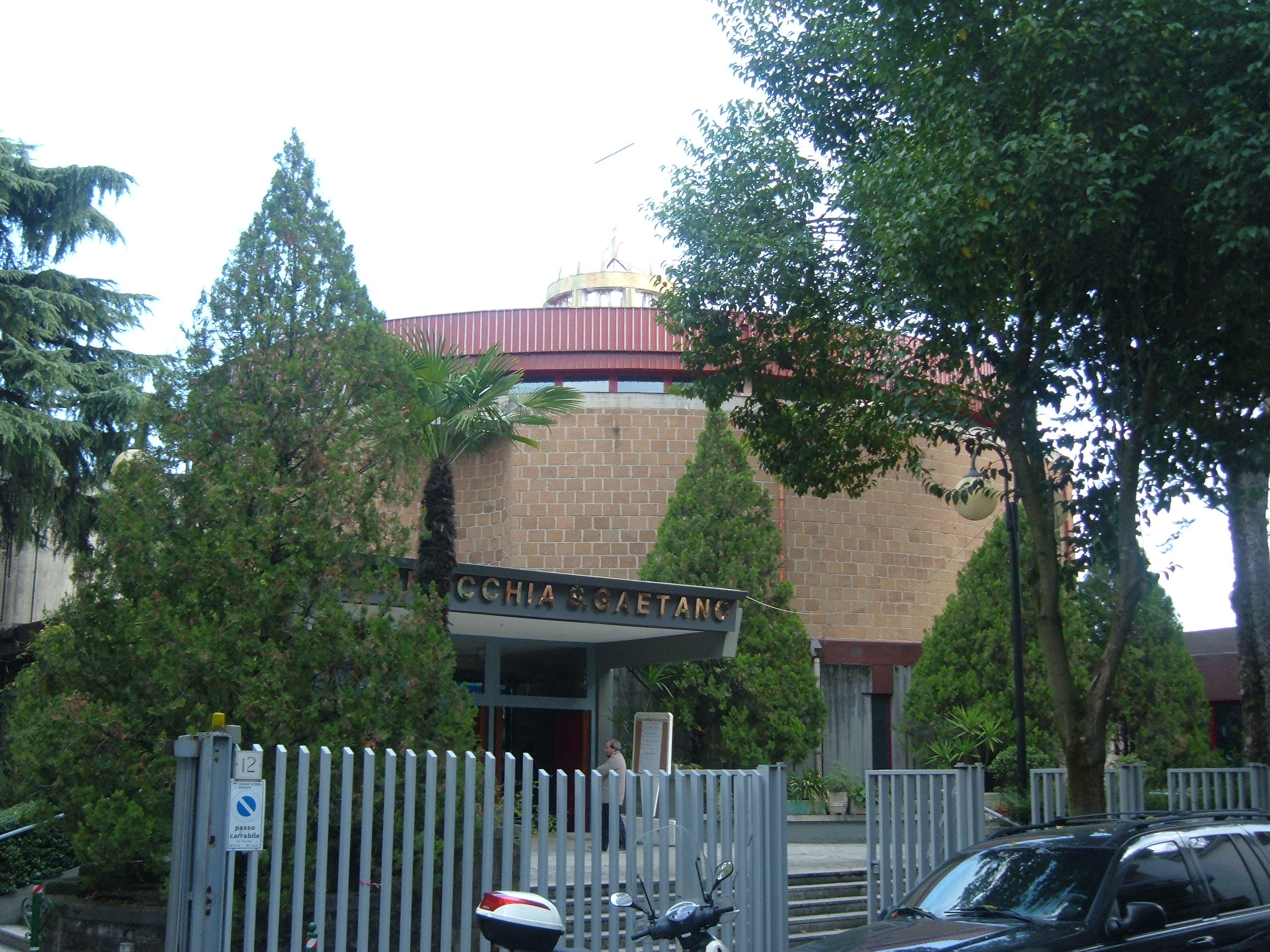

San Gaetano ist eine Pfarr-, Kloster- und Titelkirche aus dem 20. Jahrhundert im Norden Roms in Tor di Quinto. Die Kirche trägt das Patrozinium des Heiligen Kajetan von Thiene. Sie hat eine zylindrische Form.

## Geschichte
Die Pfarrei wurde am 29. Mai 1962 gegründet und in die Obhut der Theatiner übergeben, deren Gründer der heilige Kajetan war. Am 27. Mai 1970 erfolgte die Grundsteinlegung durch Kardinalvikar Angelo Dell’Acqua. Die Kirche wurde zwischen 1975 und 1979 erbaut. Der Architekt war Giorgio Pacini. Am 22. April 1979 weihte Kardinalvikar Ugo Poletti die Kirche.
Am 30. September 2023 erhob Papst Franziskus sie in den Rang einer Titelkirche und verlieh sie Kardinalpriester Diego Padrón Sánchez.